# Companhia Pernambucana de Gás
A Companhia Pernambucana de Gás (Copergás) é uma empresa de economia mista com sede em Recife detentora da concessão pública de distribuição e venda de gás natural no estado de Pernambuco. Fundada em 17 de setembro de 1992, tem como sócios o Governo de Pernambuco, que também atua como seu controlador, a Commit Gás S.A e a Mitsui Gás e Energia do Brasil. A Corpergás fechou o ano de 2018 com mais de 37 mil clientes e uma rede de gasoduto de 800 km, ocupando o posto de quarta maior distribuidora de gás natural do Brasil em movimentação de gás natural.
Em 2016 recebeu nota de classificação de risco AA-(bra) da Fitch Ratings, que representa as empresas com ótima saúde financeira. Dentre as empresas do mercado de gás nacional do país, apenas a Comgás foi classificada neste mesmo patamar.
A empresa faturou R$ 955,5 milhões e teve lucro de R$ 88,2 milhões no ano fiscal de 2017.

## Privatização e PPP
Em março de 2017, o governador do estado de Pernambuco, Paulo Câmera, solicitou ao Banco Nacional de Desenvolvimento Econômico e Social (BNDES) a inclusão da Copergás no programa de concessões liderado pela instituição financeira. O acordo com o BNDES prever a realização de estudos que indiquem qual o melhor modelo de gestão a ser adotado na empresa, que considera a privatização ou a celebração de parcerias público-privadas.
Representantes do governo estadual afirmaram, porém, em audiência pública na Assembleia Legislativa, que o governo não cogita a privatização da companhia, dada a sua importância para a economia estadual.

## Resultados Operacionais
| Ano  | Faturamento (R$ milhões) | Investimento (R$ milhões) | Lucro (R$ milhões) | Patrimônio (R$ milhões) | ref    |
| ---- | ------------------------ | ------------------------- | ------------------ | ----------------------- | ------ |
| 2017 | 955,5                    | 23,7                      | 88,2               | 270,9                   | [ 4 ]  |
| 2016 | 900,6                    | 39,7                      | 70,9               | 275,4                   | [ 12 ] |
| 2015 | 819,3                    | 51,5                      | 50,7               | 231,4                   | [ 12 ] |
| 2014 | 770,2                    | 16,2                      | 30,6               | 219,2                   | [ 12 ] |
| 2013 | 636,4                    | 33,9                      | 23,1               | 211,3                   | [ 13 ] |
| 2012 | 512,7                    | 33,4                      | 26,2               | 198,4                   | [ 13 ] |